# Astracantha gemiana
Astracantha gemiana là một loài thực vật có hoa trong họ Đậu. Loài này được (Boiss. & Hausskn.) Podlech miêu tả khoa học đầu tiên.